# Список Героев Социалистического Труда (Буматов — Бяшимова)
Эта страница является частью списка Героев Социалистического Труда и перечисляет в алфавитном порядке лиц, удостоенных звания Героя Социалистического Труда, чьи фамилии начинаются с буквы «Б», от Буматов до Бяшимова.
- Список не включает дважды и трижды Героев Социалистического Труда, а также лиц, лишённых этого звания.
- Список содержит информацию о датах жизни, роде деятельности и дате присвоения звания Героя.
- Герои, удостоенные звания посмертно, выделены в списке  серым цветом .
- Герои, сменившие фамилию после присвоения звания, приводятся в списках дважды, при этом строка с новой фамилией выделяется  бежевым цветом  и не имеет номера.

## Список людей, фамилии которых начинаются с «Б»
| Навигационная таблица | Навигационная таблица   |
| --------------------- | ----------------------- |
| «Б»                   | Баба-Заде — Базилевский |
| «Б»                   | Баиров — Банцер         |
| «Б»                   | Барабанов — Баянов      |
| «Б»                   | Бгажноков — Бенидзе     |
| «Б»                   | Берг — Блюнская         |
| «Б»                   | Бобенко — Болюнова      |
| «Б»                   | Бондарев — Бояршинова   |
| «Б»                   | Брагазин — Бульбаха     |
| «Б»                   | Буматов — Бяшимова      |

| №          | Фамилия, имя, отчество             | Даты жизни              | Деятельность | Дата присвоения | ГС         |
| ---------- | ---------------------------------- | ----------------------- | --- | --------------- | ---------- |
| 1          | Буматов Турсун                     | 1925 — ????             | Колхозник колхоза «Ленинчи чарводар» Пахтакорского района Самаркандской области | 11.01.1957      | [ ГС 1 ]   |
| 2          | Бумбур Илгонис Адолфович           | 17.06.1933 — 23.07.2007 | Председатель правления рыболовецкого колхоза «Узвара» Латвийской ССР | 17.03.1988      | [ ГС 2 ]   |
| 3          | Бундзене Геновайте Пиюсовна        | 1914 — ????             | Председатель колхоза «Кяляс и комунизма» Вилькийского района Литовской ССР | 05.04.1958      |            |
| 4          | Бунеев Иван Алексеевич             | 1913 — ????             | Бригадир тракторной бригады Малороссийской МТС Архангельского района Краснодарского края | 04.06.1949      |            |
| 5          | Буняев Юрий Михайлович             | 02.12.1926 — 07.01.2011 | Машинист паровозного депо Белгород Южной железной дороги, Белгородская область | 01.08.1958      |            |
| 6          | Бупежанов Мухит Кульжанович        | 15.11.1910 — 04.03.1999 | Директор Джезказганского рудника Джезказганского горнометаллургического комбината Карагандинского совнархоза | 09.06.1961      | [ ГС 3 ]   |
| 7          | Буравков Юрий Александрович        | 11.07.1931 — 01.02.2017 | Бригадир комплексной бригады Каменского строительно-монтажного управления Ростовского областного объединения межколхозных строительных организаций                                                                                      | 10.03.1976      | [ ГС 4 ]   |
| 8          | Буравлёв Василий Иванович          | 1929 — 10.07.1960       | Машинист комбайна шахты № 6 «Центросоюз» треста «Свердловуголь», Ворошиловградская область | 26.04.1957      | [ ГС 5 ]   |
| 9          | Буравцева Клавдия Михайловна       | 26.08.1923 — 30.05.1991 | Бригадир маляров Южно-Сахалинского управления отделочных работ объединения «Сахалинстрой» Министерства строительства предприятий тяжёлой индустрии СССР, Сахалинская область                                                            | 05.04.1971      | [ ГС 6 ]   |
| 10         | Бурак Юлия Васильевна              | 1921 — ????             | Мастер отдела технического контроля Львовского производственного объединения «Электрон» Министерства электронной промышленности СССР | 26.04.1971      | [ ГС 7 ]   |
| 11         | Бураков Александр Пантелеевич      | род. 27.05.1930         | Мастер Львовского завода имени В. И. Ленина Министерства радиопромышленности СССР | 26.04.1971      | [ ГС 8 ]   |
| 12         | Бураков Григорий Ефимович          | 25.09.1927 — 26.04.1974 | Бригадир монтажников строительно-монтажного поезда № 159 на строительстве железнодорожной линии Сталинск — Абакан, Хакасская автономная область Красноярского края                                                                      | 19.05.1960      | [ ГС 9 ]   |
| 12.000001  | Буракова Валентина Ивановна        | 16.05.1921 — 07.07.2013 | Сыродел-мастер Заболотского сырзавода Министерства мясной и молочной промышленности СССР, Шарьинский район Костромской области | 26.04.1971      | [ ГС 10 ]  |
| 13         | Буракова Нина Фёдоровна            | 07.01.1934 — 30.04.2001 | Крутильщица Красноярского завода химического волокна Министерства химической промышленности СССР | 13.05.1977      | [ ГС 11 ]  |
| 14         | Бураковский Владимир Иванович      | 20.08.1922 — 22.09.1994 | Директор Института сердечно-сосудистой хирургии имени А. Н. Бакулева Академии медицинских наук СССР, академик АМН СССР, гор. Москва | 19.08.1982      | [ ГС 12 ]  |
| 15         | Бурбах Давид Вильгельмович         | 05.04.1926 — 11.11.1984 | Директор совхоза «Красноярский» Целиноградского района Целиноградской области | 19.02.1981      | [ ГС 13 ]  |
| 16         | Бурганов Абрар Хаметович           | 22.02.1912 — 15.05.1990 | Моторист-двигателист Казанского авиационного завода имени С. П. Горбунова Министерства авиационной промышленности СССР, Татарская АССР                                                                                                  | 22.07.1966      | [ ГС 14 ]  |
| 17         | Бурденко Николай Нилович           | 03.06.1876 — 11.11.1946 | Главный хирург Красной Армии, академик Академии наук СССР, генерал-лейтенант медицинской службы, гор. Москва | 08.05.1943      | [ ГС 15 ]  |
| 18         | Бурджалиани Илларион Маркозович    | 1903 — ????             | Председатель Исполкома Гегечкорского районного Совета депутатов трудящихся, Грузинская ССР | 25.11.1950      |            |
| 19         | Бурджалиева Керимат Магамед кызы   | 10.04.1925 — 20.11.1985 | Звеньевая колхоза «Зарбачи» Белоканского района Азербайджанской ССР | 01.07.1949      | [ ГС 16 ]  |
| 20         | Бурджанадзе Николай Георгиевич     | 1918 — ????             | Звеньевой колхоза имени Димитрова Маяковского района Грузинской ССР | 09.08.1949      | [ ГС 17 ]  |
| 21         | Бурдиашвили Карум Сандроевич       | 1925 — ????             | Бригадир колхоза имени Калинина Гурджаанского района Грузинской ССР | 22.02.1978      | [ ГС 18 ]  |
| 22         | Бурдин Леонид Владимирович         | 25.01.1932 — 04.09.2003 | Бригадир колхоза «Ленинский путь» Унечского района Брянской области | 11.12.1973      | [ ГС 19 ]  |
| 23         | Бурдин Сергей Кузьмич              | 1938 — 16.08.2014       | Председатель колхоза имени Ленина Энбекшиказахского района Алма-Атинской области | 22.02.1982      | [ ГС 20 ]  |
| 24         | Бурейко Валентина Ивановна         | 23.09.1929 — 29.07.1998 | Учительница Милютинской средней школы, Милютинский район Ростовской области | 27.06.1978      | [ ГС 21 ]  |
| 25         | Буренина Прасковья Фёдоровна       | 16.10.1906 — 03.04.1983 | Доярка учебно-опытного хозяйства Горьковского сельскохозяйственного института | 12.03.1958      | [ ГС 22 ]  |
| 26         | Буренко Раиса Филипповна           | 20.04.1919 — ????       | Ткачиха Станиславской хлопчато-бумажной фабрики, Станиславская область | 07.03.1960      |            |
| 27         | Буренков Иван Иванович             | 14.03.1903 — 08.01.1996 | Председатель колхоза «Заветы Ильича» Каневского района Краснодарского края | 31.12.1965      | [ ГС 23 ]  |
| 28         | Бурибеков Динасилбек               | 1922 — ????             | Бригадир совхоза «Большевик» Кировского района Чимкентской области | 10.12.1973      | [ ГС 24 ]  |
| 29         | Буриев Курбанали                   | 10.05.1923 — ????       | Звеньевой колхоза «Кзыл Нишон» Пахтаабадского района Сталинабадской области | 03.05.1949      | [ ГС 25 ]  |
| 30         | Буриев Эшмамат                     | род. 1942               | Механизатор совхоза «Пограничник» Гагаринского района Сурхандарьинской области | 26.02.1981      | [ ГС 26 ]  |
| 31         | Бурилов Илья Макишевич             | 1909—1987               | Старший чабан племенного завода «Черноземельский» Черноземельского района Калмыцкой АССР | 22.03.1966      | [ ГС 27 ]  |
| 32         | Буркадзе Сергей Георгиевич         | 1912 — ????             | Заведующий отделом сельского хозяйства Маяковского района Грузинской ССР | 09.08.1949      | [ ГС 28 ]  |
| 33         | Буркацкий Владимир Тимофеевич      | род. 1929               | Директор совхоза «Бессарабский» Тарутинского района Одесской области | 23.06.1966      | [ ГС 29 ]  |
| 34         | Буркацкий Михаил Васильевич        | 08.07.1909 — 16.08.1962 | Сталевар мартеновского цеха Кузнецкого металлургического комбината, Кемеровская область | 19.07.1958      | [ ГС 30 ]  |
| 35         | Бурков Василий Григорьевич         | 29.11.1922 — 08.12.2004 | Бригадир бетонщиков Грязинской межколхозной передвижной механизированной колонны № 229 треста «Липецксовхозстрой» Министерства сельского строительства РСФСР, Липецкая область                                                          | 07.05.1971      | [ ГС 31 ]  |
| 36         | Бурков Пётр Григорьевич            | 28.08.1927 — 01.10.2002 | Старший конвертерщик Кировградского медеплавильного комбината Свердловского совнархоза | 09.06.1961      | [ ГС 32 ]  |
| 37         | Буркун Мария Григорьевна           | 10.02.1921 — 04.111997  | Доярка Ульяновского свеклосовхоза Богодуховского района Харьковской области | 22.03.1966      | [ ГС 33 ]  |
| 38         | Бурлак Николай Григорьевич         | 01.04.1914 — 27.04.2008 | Первый секретарь Богодуховского райкома Компартии Украины, Харьковская область | 08.04.1971      | [ ГС 34 ]  |
| 39         | Бурлака Алексей Ефимович           | 17.03.1922 — 15.12.2005 | Бригадир проходчиков горных выработок шахты № 1—5 «Кочегарка» треста «Горловскуголь» комбината «Артёмуголь» Министерства угольной промышленности Украинской ССР, Донецкая область                                                       | 29.06.1966      | [ ГС 35 ]  |
| 40         | Бурлаков Давыд Агеевич             | 1905 — 08.05.1967       | Председатель сельхозартели «Победа» Акмолинского района Акмолинской области | 11.01.1957      | [ ГС 36 ]  |
| 41         | Бурлаков Иван Ефимович             | 18.01.1914 — 1998       | Кузнец Невского машиностроительного завода имени В. И. Ленина Министерства тяжёлого машиностроения СССР, гор. Ленинград | 15.01.1957      | [ ГС 37 ]  |
| 42         | Бурлакова Феврония Акиндиновна     | род. 1935               | Доярка колхоза «Ленино атминимас» Зарасайского района Литовской ССР | 08.04.1971      |            |
| 43         | Бурлаченко Андрей Михайлович       | 03.1928 — 1981          | Капитан-бригадир рыболовного сейнера «Минчанин» рыболовецкого колхоза «Заветы Ильича» Новоазовского района Донецкой области | 13.04.1963      | [ ГС 38 ]  |
| 44         | Бурлачков Георгий Николаевич       | 29.12.1916 — 13.01.1986 | Управляющий отделением конного завода № 33, Ново-Кубанский район Краснодарского края | 17.05.1952      | [ ГС 39 ]  |
| 45         | Бурлов Егор Афанасьевич            | 1915—1985               | Бригадир проходческой бригады шахты «Центральная» комбината «Кемеровуголь» Министерства угольной промышленности восточных районов СССР, Кемеровская область                                                                             | 28.08.1948      | [ ГС 40 ]  |
| 46         | Бурма Иван Алексеевич              | 20.01.1910 — 02.04.2002 | Председатель колхоза имени Мичурина Ак-Булакского района Чкаловской области | 11.01.1957      | [ ГС 41 ]  |
| 47         | Бурматов Александр Ефимович        | 30.08.1920 — 26.11.2001 | Слесарь Алтайского завода тракторного электрооборудования Министерства автомобильной промышленности СССР, гор. Рубцовск Алтайского края                                                                                                 | 05.04.1971      | [ ГС 42 ]  |
| 48         | Бурментьев Юрий Николаевич         | 10.12.1937 — 28.05.2014 | Аппаратчик Чебоксарского производственного объединения «Химпром» Министерства химической промышленности СССР, Чувашская АССР | 28.09.1981      | [ ГС 43 ]  |
| 49         | Бурмистров Александр Иванович      | 30.08.1929 — 10.12.2008 | Машинист комбайна шахты «Юго-Западная» № 1 комбината «Шахтантрацит» Министерства угольной промышленности СССР, Каменская область | 26.04.1957      | [ ГС 44 ]  |
| 50         | Бурмистров Пётр Васильевич         | 30.06.1927 — 23.04.2004 | Машинист экскаватора Братскгэсстроя Министерства энергетики и электрификации СССР, Иркутская область | 23.02.1966      | [ ГС 45 ]  |
| 51         | Бурмистров Сергей Фролович         | 25.08.1909 — 02.03.1997 | Начальник станции Мурманск Кировской железной дороги, Мурманская область | 01.08.1959      | [ ГС 46 ]  |
| 52         | Бурмистров Фёдор Алексеевич        | 08.10.1893 — 25.04.1963 | Председатель колхоза «Борец» Дмитровского района Московской области | 04.03.1949      | [ ГС 47 ]  |
| 53         | Бурмистрова Нина Степановна        | 1930 — 07.10.1997       | Бригадир клейщиц Хотьковского электроизоляционного завода Министерства электротехнической промышленности СССР, Московская область | 08.08.1966      | [ ГС 48 ]  |
| 54         | Бурназян Аветик Игнатьевич         | 20.04.1906 — 15.10.1981 | Начальник Третьего Главного управления Министерства здравоохранения СССР, генерал-лейтенант медицинской службы, гор. Москва | 14.04.1976      | [ ГС 49 ]  |
| 55         | Бурнашёв Николай Петрович          | 08.08.1925 — 20.04.1993 | Буровой мастер Норильской комплексной геологоразведочной экспедиции Красноярского геологического управления Главного управления геологии и охраны недр при Совете Министров РСФСР, Красноярский край                                    | 29.04.1963      | [ ГС 50 ]  |
| 56         | Буров Виктор Николаевич            | 12.02.1914 — 02.09.2005 | Начальник 1-го Центрального научно-исследовательского института военного кораблестроения Министерства обороны СССР, инженер-вице-адмирал, гор. Ленинград                                                                                | 08.01.1980      | [ ГС 51 ]  |
| 57         | Буров Геннадий Павлович            | 08.02.1924 — 07.02.1985 | Генеральный директор производственного объединения «Брянский машиностроительный завод» Министерства тяжёлого и транспортного машиностроения СССР                                                                                        | 31.03.1981      | [ ГС 52 ]  |
| 58         | Буров Николай Александрович        | 01.06.1914 — 02.09.1967 | Старший мастер Черепетской ГРЭС Тулаэнерго Министерства энергетики и электрификации СССР, Тульская область | 04.10.1966      | [ ГС 53 ]  |
| 59         | Бурова Вера Дмитриевна             | 21.11.1929 — 02.09.2014 | Доярка колхоза «Искра» Атяшевского района Мордовской АССР | 06.09.1973      | [ ГС 54 ]  |
| 60         | Буровкин Станислав Александрович   | 01.09.1936 — 17.07.2013 | Тракторист совхоза «Петриневский» Череповецкого района Вологодской области | 11.12.1973      | [ ГС 55 ]  |
| 61         | Бурумбаев Файзулла                 | 1914 — ????             | Бригадир полеводческой бригады племенного молочного совхоза «Вревский» № 4 Министерства совхозов СССР, Чиназский район Ташкентской области                                                                                              | 17.05.1951      |            |
| 62         | Бурунов Базарбай                   | 1917 — 20.08.1974       | Председатель колхоза имени Маленкова Орджоникидзеабадского района Таджикской ССР | 17.01.1957      | [ ГС 56 ]  |
| 63         | Бурунов Эеберды                    | 1911 — ????             | Председатель колхоза имени Сталина Безмеинского сельсовета Ашхабадского района Ашхабадской области | 17.06.1949      | [ ГС 57 ]  |
| 64         | Бурцев Алексей Николаевич          | 21.02.1919 — 21.12.1993 | Начальник 2-го управления Главного управления эксплуатации ракетного вооружения Ракетных войск стратегического назначения СССР, генерал-майор                                                                                           | 29.08.1969      | [ ГС 58 ]  |
| 65         | Бурцев Григорий Степанович         | 28.11.1911 — 1991       | Начальник Пригородного межрайонного производственного управления сельского хозяйства, Ленинградская область | 30.04.1966      | [ ГС 59 ]  |
| 66         | Бурцев Иван Антонович              | 01.01.1905 — 28.11.1980 | Директор Конгрессовского свеклосовхоза Министерства пищевой промышленности СССР, Золочевский район Харьковской области | 30.04.1948      | [ ГС 60 ]  |
| 67         | Бурцев Леонид Николаевич           | 21.12.1926 — 17.08.1994 | Директор совхоза имени 50-летия СССР Грязовецкого района Вологодской области | 13.03.1981      | [ ГС 61 ]  |
| 68         | Бурцева Елизавета Ивановна         | 12.07.1913 — 02.10.1985 | Доярка колхоза «Победа» Усть-Алданского района Якутской АССР | 01.10.1957      | [ ГС 62 ]  |
| 69         | Бурюкина Екатерина Владимировна    | 24.10.1928 — 10.07.2010 | Каменщица треста «Цемстрой» Министерства промышленности строительных материалов СССР, Мордовская АССР | 08.01.1974      | [ ГС 63 ]  |
| 70         | Буря Екатерина Гавриловна          | 1918 — 27.12.1995       | Трактористка колхоза «Россия» Николаевского района Волгоградской области | 23.06.1966      | [ ГС 64 ]  |
| 71         | Буряк Александр Ефимович           | 03.03.1913 — 24.03.1991 | Председатель колхоза «Новый быт» Минусинского района Красноярского края | 07.01.1948      | [ ГС 65 ]  |
| 72         | Буряк Иван Макарович               | 09.02.1925 — 22.02.1997 | Бригадир бурильщиков шахты «Саксагань» рудоуправления имени Ф. Э. Дзержинского треста «Дзержинскруда», гор. Кривой Рог Днепропетровской области                                                                                         | 19.07.1958      | [ ГС 66 ]  |
| 73         | Буряк Моисей Емельянович           | 28.03.1898 — 17.11.1956 | Бригадир колхоза «Коммунист» Валковского района Харьковской области | 16.02.1948      | [ ГС 67 ]  |
| 74         | Бусаргин Василий Иванович          | 14.04.1922 — 05.02.2005 | Управляющий отделением совхоза «Комсомолец» Тамбовского района Тамбовской области | 08.04.1971      | [ ГС 68 ]  |
| 75         | Буслаев Николай Дмитриевич         | 25.11.1928 — 27.04.1988 | Старший машинист энергоблоков Красноярской ГРЭС № 2 Министерства энергетики и электрификации СССР | 20.04.1971      | [ ГС 69 ]  |
| 76         | Бусыгин Александр Харитонович      | 10.06.1907 — 19.02.1985 | Бывший кузнец Горьковского автомобильного завода Министерства автомобильной промышленности СССР, зачинатель стахановского движения в машиностроении                                                                                     | 22.09.1975      | [ ГС 70 ]  |
| 77         | Бутаев Пётр Матвеевич              | 18.08.1925 — 29.01.2002 | Машинист экскаватора управления механизации Куйбышевгидростроя Министерства энергетики и электрификации СССР, Куйбышевская область | 29.12.1973      | [ ГС 71 ]  |
| 78         | Бутаков Евлампий Павлович          | 10.02.1919 — 2002       | Бригадир тракторной бригады колхоза имени Ленина Джидинского района Бурятской АССР | 23.06.1966      | [ ГС 72 ]  |
| 79         | Бутбая Джига Павлович              | 1909 — ????             | Звеньевой колхоза имени Сталина Гальского района Абхазской АССР | 21.02.1948      | [ ГС 73 ]  |
| 80         | Бутенко Иван Петрович              | 01.10.1922 — 10.06.1987 | Тракторист колхоза «Россия» Новоалександровского района Ставропольского края | 23.06.1966      | [ ГС 74 ]  |
| 81         | Бутенко Пётр Васильевич            | 1905 — ????             | Первый секретарь Попаснянского райкома Компартии Украины, Ворошиловградская область | 26.04.1957      |            |
| 82         | Бутко Михаил Тимофеевич            | 1909 — 01.09.1976       | Бригадир откормочного совхоза «Хуторок» Министерства мясной и молочной промышленности СССР, Ново-Кубанский район Краснодарского края | 05.10.1949      | [ ГС 75 ]  |
| 83         | Бутлиашвили Тит Алексеевич         | 1888 — ????             | Звеньевой колхоза «Шрома» Лагодехского района Грузинской ССР | 21.02.1948      | [ ГС 76 ]  |
| 84         | Бутов Антон Яковлевич              | 1910 — ????             | Председатель колхоза «Коммунар» Путивльского района Сумской области | 23.06.1966      |            |
| 85         | Бутов Владимир Иванович            | 25.10.1934 — 06.11.1999 | Генеральный конструктор Головного специализированного конструкторского бюро «Трансдизель» Министерства тракторного и сельскохозяйственного машиностроения СССР, гор. Челябинск                                                          | 05.12.1985      | [ ГС 77 ]  |
| 85.000002  | Бутова Валентина Николаевна        | 1928 — ????             | Звеньевая колхоза «Путь к рассвету» Кромского района Орловской области | 30.03.1948      | [ ГС 78 ]  |
| 86         | Бутома Борис Евстафьевич           | 11.05.1907 — 11.07.1976 | Председатель Государственного комитета Совета Министров СССР по судостроению, гор. Москва | 23.07.1959      | [ ГС 79 ]  |
| 87         | Буторин Прохор Андрианович         | 1901 — 21.04.1968       | Комбайнёр Уйской МТС Колхозного района Челябинской области | 08.06.1951      | [ ГС 80 ]  |
| 88         | Бутранов Николай Васильевич        | 1909—1965               | Бригадир комплексной бригады каменщиков строительного управления «Гражданстрой» треста «Кузнецктяжстрой» Кемеровского совнархоза | 09.08.1958      | [ ГС 81 ]  |
| 89         | Бутримов Василий Родионович        | 1910 — ????             | Бригадир комплексной бригады штукатуров управления начальника работ № 427 треста № 86 Харьковского совнархоза | 09.08.1958      |            |
| 90         | Бутримов Вениамин Трофимович       | 05.04.1936 — 03.01.1987 | Капитан-директор промыслово-производственного рефрижератора «Ткварчели» объединения Керченского производственного объединения рыбной промышленности Министерства рыбного хозяйства СССР, Крымская область                               | 04.07.1986      | [ ГС 82 ]  |
| 91         | Бутузов Георгий Константинович     | 05.05.1916 — 06.12.1983 | Директор совхоза «Темп» Ртищевского района Саратовской области | 20.11.1958      | [ ГС 83 ]  |
| 92         | Бутузов Евгений Иванович           | 24.07.1909 — 08.12.1980 | Директор завода имени Масленникова Министерства машиностроения СССР, гор. Куйбышев | 26.04.1971      | [ ГС 84 ]  |
| 93         | Бутусов Василий Васильевич         | 31.03.1912 — 14.04.1983 | Старший машинист паровозного депо Рига Латвийской железной дороги, Латвийская ССР | 01.08.1959      | [ ГС 85 ]  |
| 94         | Бутымов Иван Степанович            | 27.08.1930 — 04.12.1996 | Бригадир газоэлектросварщиков Степногорского управления строительства Министерства среднего машиностроения СССР, Целиноградская область                                                                                                 | 26.04.1971      | [ ГС 86 ]  |
| 95         | Бутырина Ольга Николаевна          | 14.06.1916 — 10.02.1974 | Звеньевая Ленинского отделения Дмитро-Тарановского свеклосовхоза Министерства пищевой промышленности СССР, Микояновский район Курской области                                                                                           | 14.05.1948      | [ ГС 87 ]  |
| 96         | Бухал Владимир Дмитриевич          | 1907 — ????             | Бригадир полеводческой бригады колхоза имени Халтурина Домбаровского района Чкаловской области | 03.04.1948      | [ ГС 88 ]  |
| 96.000003  | Бухало Марфа Филимоновна           | род. 07.1921            | Звеньевая колхоза «Червоный колос» Печенежского района района Харьковской области | 07.05.1948      |            |
| 97         | Бухалов Вениамин Алексеевич        | 07.03.1934 — 08.05.1999 | Бригадир комплексной бригады строительного управления «Заводстрой» треста «Череповецпромстрой» Министерства строительства в северных и западных районах СССР, гор. Череповец Вологодской области                                        | 18.12.1986      | [ ГС 89 ]  |
| 98         | Буханько Гавриил Николаевич        | 23.12.1916 — 16.02.1996 | Бригадир совхоза «Николаевский» Поспелихинского района Алтайского края | 23.06.1966      | [ ГС 90 ]  |
| 99         | Буханько Николай Николаевич        | 15.02.1917 — 24.06.1984 | Председатель колхоза «Страна Советов» Рубцовского района Алтайского края | 31.12.1961      | [ ГС 91 ]  |
| 100        | Бухарев Александр Иванович         | 1903—1983               | Председатель колхоза имени VIII съезда Советов Палласовского района Сталинградской области | 20.11.1958      | [ ГС 92 ]  |
| 101        | Бухтин Василий Васильевич          | 24.08.1918 — 26.09.2001 | Начальник шахты № 20 комбината «Воркутауголь» Министерства угольной промышленности СССР, Коми АССР | 29.06.1966      | [ ГС 93 ]  |
| 101.000004 | Бухтиярова Мария Ивановна          | 21.10.1938 — 16.12.2009 | Доярка колхоза «Путь Ильича» Красногвардейского района Ставропольского края | 08.04.1971      | [ ГС 94 ]  |
| 102        | Бухтоярова Татьяна Сергеевна       | 08.01.1911 — 05.03.1978 | Звеньевая колхоза «14-я годовщина Октябрьской революции» Ярославского района Краснодарского края | 06.05.1948      | [ ГС 95 ]  |
| 103        | Буц Иван Феофанович                | 12.09.1901 — 08.01.1972 | Председатель колхоза имени Тельмана Тельмановского района Сталинской области | 02.06.1950      | [ ГС 96 ]  |
| 104        | Буцевич Ванда Антоновна            | 15.05.1909 — 1997       | Звеньевая по выращиванию кок-сагыза колхоза «Маяк социализма» Руденского района Минской области | 18.05.1951      | [ ГС 97 ]  |
| 105        | Буцких Анна Николаевна             | 26.11.1924 — 01.01.2024 | Доярка совхоза «Красный флаг» Бузулукского района Оренбургской области | 22.03.1966      | [ ГС 98 ]  |
| 106        | Буцула Алексей Антонович           | род. 1930               | Бригадир проходчиков Белянского шахтостроительного управления треста «Ворошиловградшахтострой» Министерства строительства предприятий угольной промышленности Украинской ССР, Ворошиловградская область                                 | 26.04.1957      |            |
| 107        | Буцулин Николай Иосифович          | 1909—1993               | Комбайнёр Родионово-Несветайской МТС Родионово-Несветайского района Ростовской области | 02.08.1949      | [ ГС 99 ]  |
| 108        | Буцхрикидзе Отар Владимирович      | 1927 — ????             | Звеньевой Аргветского виноградарского совхоза Грузинского шампанкомбината Министерства пищевой промышленности СССР, Зестафонский район Грузинской ССР                                                                                   | 05.10.1949      | [ ГС 100 ] |
| 109        | Буцхрикидзе Платон Тарасович       | 11.02.1903 — ????       | Председатель исполнительного комитета Лагодехского районного Совета депутатов трудящихся, Грузинская ССР | 03.05.1949      | [ ГС 101 ] |
| 110        | Бучацкая Мария Ивановна            | 1923 — ????             | Звеньевая колхоза имени Будённого Черневецкого района Винницкой области | 16.02.1948      | [ ГС 102 ] |
| 111        | Бучинскас Пятрас Игнович           | 1902 — ????             | Председатель колхоза имени М. Мельникайте Паневежского района Литовской ССР | 01.10.1965      |            |
| 112        | Бучинский Владимир Степанович      | род. 22.08.1935         | Мастер вагонного депо Клепаров Львовской железной дороги, гор. Львов | 04.08.1966      | [ ГС 103 ] |
| 113        | Бучнева Александра Андреевна       | 1920 — 05.02.1998       | Доярка колхоза имени Кирова Октябрьского района Оренбургской области | 08.04.1971      | [ ГС 104 ] |
| 114        | Бучнева Александра Петровна        | 31.05.1920 — 11.11.1984 | Вырубщица кожевенно-обувного комбината имени В. И. Ленина Министерства лёгкой промышленности РСФСР, посёлок Вахруши Кировской области                                                                                                   | 09.06.1966      | [ ГС 105 ] |
| 115        | Буш Волдемар Петрович              | 26.02.1918 — 08.05.2002 | Слесарь-изобретатель Рижского электротехнического завода «ВЭФ» Латвийского совнархоза | 28.05.1960      | [ ГС 106 ] |
| 116        | Бушин Анатолий Яковлевич           | 01.10.1925 — 19.02.2008 | Бригадир проходчиков горных выработок шахты «Западно-Донбасская» № 1 треста «Павлоградуголь» Министерства угольной промышленности Украинской ССР, Днепропетровская область                                                              | 30.03.1971      | [ ГС 107 ] |
| 117        | Бушин Василий Никитович            | род. 1929               | Механизатор совхоза «Знаменский» Куркинского района Тульской области | 23.06.1966      |            |
| 118        | Бушинский Апполинарий Иванович     | 1928—1982               | Дробильщик Гниванского карьероуправления треста «Житомирнерудпром» Министерства промышленности строительных материалов Украинской ССР, Тывровского района Винницкой области                                                             | 07.05.1971      | [ ГС 108 ] |
| 119        | Бушма Иван Иванович                | 26.04.1933 — 07.04.2021 | Бригадир монтажников домостроительного комбината № 1 «Главкиевгорстроя», гор. Киев | 22.02.1974      | [ ГС 109 ] |
| 120        | Бушмакина Анна Михайловна          | 06.04.1922 — 02.06.1977 | Звеньевая колхоза «Красный Октябрь» Вожгальского района Кировской области | 17.03.1948      | [ ГС 110 ] |
| 121        | Бушманов Василий Борисович         | 20.01.1932 — 17.01.2023 | Звеньевой механизированного звена совхоза имени Ильича Острогожского района Воронежской области | 31.12.1965      | [ ГС 111 ] |
| 122        | Бушуев Константин Давыдович        | 23.05.1914 — 26.10.1978 | Заместитель главного конструктора по разработке искусственного спутника Земли, ОКБ-1 Государственного Комитета Совета Министров СССР по оборонной технике, гор. Калининград Московской области                                          | 21.12.1957      | [ ГС 112 ] |
| 123        | Бушуев Михаил Серпионович          | 12.11.1928 — 09.04.2010 | Шофёр Томского пассажирского автотранспортного предприятия № 1 Министерства автомобильного транспорта РСФСР | 04.05.1971      | [ ГС 113 ] |
| 124        | Буякова Вера Васильевна            | 04.03.1924 — 12.10.2004 | Звеньевая колхоза «Наша победа» Белыничского района Могилёвской области | 30.04.1966      | [ ГС 114 ] |
| 125        | Буянин Григорий Григорьевич        | 24.07.1924 — 30.07.1989 | Бригадир слесарей-монтажников Асбестовского монтажного управления треста «Союзшахтоспецмонтаж» Министерства монтажных и специальных строительных работ СССР, Свердловская область                                                       | 07.05.1971      | [ ГС 115 ] |
| 126        | Буянов Иван Фёдорович              | 09.10.1926 — 30.04.1976 | Комбайнёр совхоза «Октябрьский» Кугарчинского района Башкирской АССР | 08.04.1971      | [ ГС 116 ] |
| 127        | Буянов Михаил Иванович             | род. 04.11.1937         | Бригадир слесарей-монтажников комсомольско-молодёжного монтажного управления № 1 объединения «Сибкомплектмонтаж» Министерства строительства предприятий нефтяной и газовой промышленности СССР, гор. Тюмень                             | 02.03.1981      | [ ГС 117 ] |
| 128        | Буянов Николай Герасимович         | 15.04.1927 — 28.07.1995 | Бригадир колхоза «Свобода» Воловского района Липецкой области | 11.12.1973      | [ ГС 118 ] |
| 129        | Быкадоров Яков Иванович            | 01.01.1925 — 04.01.2024 | Машинист бульдозера Семикаракорской передвижной механизированной колонны треста «Мелиоводстрой» Главдонводстроя Министерства мелиорации и водного хозяйства РСФСР, Ростовская область                                                   | 27.02.1974      | [ ГС 119 ] |
| 130        | Быканов Василий Кузьмич            | 1925 — 22.10.1995       | Бригадир комплексной бригады управления «Жилстрой» треста «Зыряновскстрой», гор. Зыряновск Восточно-Казахстанской области | 11.08.1966      | [ ГС 120 ] |
| 131        | Быканов Прокопий Иннокентьевич     | 27.10.1938 — 04.01.2014 | Бригадир машинистов бульдозеров Депутатского оловодобывающего горно-обогатительного комбината имени 50-летия Якутской АССР Якутского производственного золотодобывающего объединения (Якутзолото) Министерства цветной металлургии СССР | 15.01.1985      | [ ГС 121 ] |
| 132        | Быканова Елизавета Денисовна       | 05.12.1926 — 07.06.1995 | Звеньевая колхоза «Новая дружба» Алексеевского района Харьковской области | 07.05.1948      | [ ГС 122 ] |
| 133        | Быкмухамет Иван Иванович           | 10.03.1923 — ????       | Комбайнёр колхоза имени Шевченко Щербактинского района Павлодарской области | 19.04.1967      | [ ГС 123 ] |
| 134        | Быков Василь Владимирович          | 19.06.1924 — 22.06.2003 | Белорусский писатель и общественный деятель, гор. Минск | 18.06.1984      | [ ГС 124 ] |
| 135        | Быков Виктор Петрович              | 01.03.1929 — ????       | Бригадир скоропроходческой бригады рудника «Тасеево» комбината «Балейзолото» Министерства цветной металлургии СССР, Читинская область                                                                                                   | 30.03.1971      | [ ГС 125 ] |
| 136        | Быков Владимир Фёдорович           | 14.04.1931 — 02.02.2012 | Комбайнёр совхоза «Семёновский» Медведевского района Марийской АССР | 10.02.1975      | [ ГС 126 ] |
| 137        | Быков Георгий Иванович             | 21.04.1918 — 1992       | Командир корабля Ил-18 отдельного авиаотряда гражданской авиации Министерства гражданской авиации СССР, гор. Москва | 15.06.1971      | [ ГС 127 ] |
| 138        | Быков Евгений Александрович        | 03.03.1916 — ????       | Старший вальцовщик Нижнеднепровского трубопрокатного завода имени Карла Либкнехта Министерства чёрной металлургии Украинской ССР, город Днепропетровск                                                                                  | 22.03.1966      | [ ГС 128 ] |
| 139        | Быков Николай Николаевич           | 22.12.1923 — 27.06.1978 | Заведующий отделением областной больницы № 2, гор. Саратов | 04.02.1969      | [ ГС 129 ] |
| 140        | Быков Тимофей Тимофеевич           | 1912 — 12.1947          | Бригадир тракторной бригады Щетинкинской МТС Минусинского района Красноярского края | 10.04.1948      | [ ГС 130 ] |
| 141        | Быков Юрий Николаевич              | 01.03.1916 — 30.07.1970 | Начальник отдела НИИ-695 Государственного комитета Совета Министров СССР по радиоэлектронике, гор. Москва | 17.06.1961      | [ ГС 131 ] |
| 142        | Быкова Надежда Павловна            | 05.12.1922 — 16.09.2003 | Звеньевая колхоза имени Кирова Верхнедвинского района Витебской области | 30.04.1966      | [ ГС 132 ] |
| 143        | Быкова Ульяна Кузьминична          | 05.12.1907 — 29.12.1977 | Свинарка колхоза «Красный Октябрь» Рыльского района Курской области | 27.07.1948      | [ ГС 133 ] |
| 144        | Быкова Эльвира Борисовна           | 13.09.1931 — 10.04.2022 | Бригадир Томского манометрового завода Министерства приборостроения, средств автоматизации и систем управления СССР | 20.04.1971      | [ ГС 134 ] |
| 145        | Быковский Владимир Игнатьевич      | 03.02.1922 — 28.10.1988 | Первый секретарь Молодечненского райкома Компартии Белоруссии, Минская область | 08.04.1971      | [ ГС 135 ] |
| 146        | Быковский Устин Яковлевич          | 29.05.1902 — 06.11.1986 | Старший мастер бессемеровского цеха Криворожского металлургического завода Днепропетровского совнархоза | 19.07.1958      | [ ГС 136 ] |
| 147        | Быконя Зинаида Савостьяновна       | 07.07.1928 — 27.08.2017 | Ткачиха тонкосуконной фабрики имени Ленина Брянского совнархоза, гор. Клинцы | 07.03.1960      | [ ГС 137 ] |
| 148        | Былбас Андрей Андреевич            | 24.09.1904 — 1962       | Директор подсобного хозяйства «Саханка» треста «Азовстальстрой» Министерства строительства СССР, Новоазовский район Сталинской области                                                                                                  | 19.10.1953      | [ ГС 138 ] |
| 149        | Былдин Иван Фёдорович              | 15.07.1931 — 07.08.2000 | Электросварщик строительно-монтажного управления № 3 треста «Южгазпроводстрой» Министерства газовой промышленности СССР, гор. Ростов-на-Дону                                                                                            | 01.07.1966      | [ ГС 139 ] |
| 150        | Былков Василий Степанович          | 07.03.1932 — 04.01.1999 | Капитан теплохода «Пионер Камчатки» Сахалинского морского пароходства Министерства морского флота СССР | 20.07.1984      | [ ГС 140 ] |
| 151        | Бырдин Алексей Андреевич           | 18.01.1925 — 18.08.2008 | Старший сварщик Орско-Халиловского металлургического комбината Министерства чёрной металлургии СССР, Оренбургская область | 30.03.1971      | [ ГС 141 ] |
| 152        | Быстров Георгий Михайлович         | 23.11.1930 — 11.03.2001 | Горновой Череповецкого металлургического завода имени 50-летия СССР Министерства чёрной металлургии СССР, Вологодская область | 12.05.1977      | [ ГС 142 ] |
| 153        | Быстров Глеб Александрович         | 08.12.1910 — 19.06.1983 | Управляющий трестом «Кагановичуголь» комбината «Кузбассуголь» Министерства угольной промышленности СССР, Кемеровская область | 26.04.1957      | [ ГС 143 ] |
| 154        | Бытик Семён Сергеевич              | 1897—1977               | Старший агроном зернового совхоза «Серп и Молот» Министерства совхозов СССР, Новониколаевский район Сталинградской области | 27.03.1948      | [ ГС 144 ] |
| 155        | Быхало Раиса Георгиевна            | 07.04.1926 — 03.04.2014 | Звеньевая виноградарского совхоза имени Молотова Министерства пищевой промышленности СССР, Анапский район Краснодарского края | 26.09.1950      | [ ГС 145 ] |
| 156        | Быховский Абрам Исаевич            | 29.08.1895 — 21.11.1972 | Директор завода № 172 Народного комиссариата вооружения СССР, гор. Молотов | 03.06.1942      | [ ГС 146 ] |
| 157        | Быцань Григорий Леонтьевич         | 11.01.1920 — 07.05.1979 | Бригадир свинотоварной фермы совхоза «Опыт» Подгоренского района Воронежской области | 08.04.1971      | [ ГС 147 ] |
| 158        | Быцин Дмитрий Максимович           | 05.09.1924 — 18.02.2003 | Электромеханик Сызранской дистанции сигнализации и связи Куйбышевской железной дороги, Куйбышевская область | 16.01.1974      | [ ГС 148 ] |
| 159        | Бычёк Иван Иванович                | 17.06.1918 — 29.01.2000 | Бригадир колхоза «Шлях до комунизму» Хмельницкого района Винницкой области | 28.08.1952      | [ ГС 149 ] |
| 160        | Быченко Дмитрий Сидорович          | 22.10.1925 — 12.07.2016 | Комбайнёр колхоза имени Кирова Криничанского района Днепропетровской области | 23.06.1966      | [ ГС 150 ] |
| 161        | Быченок Тамара Васильевна          | 06.06.1929 — 18.09.2016 | Швея-мотористка Киевской швейной фабрики имени Смирнова-Ласточкина Министерства лёгкой промышленности Украинской ССР | 09.06.1966      | [ ГС 151 ] |
| 162        | Бычков Владимир Петрович           | 20.10.1935 — 25.05.1994 | Токарь Павловского механического завода Министерства авиационной промышленности СССР, Горьковская область | 26.04.1971      | [ ГС 152 ] |
| 163        | Бычков Павел Михайлович            | 05.02.1918 — 14.11.1984 | Резьбошлифовщик Свердловского машиностроительного завода имени М. И. Калинина Министерства авиационной промышленности СССР | 22.07.1966      | [ ГС 153 ] |
| 164        | Бычков Пётр Николаевич             | 1929 — 13.03.2007       | Сталевар Волгоградского тракторного завода имени Ф. Э. Дзержинского Министерства тракторного и сельскохозяйственного машиностроения СССР                                                                                                | 05.04.1971      | [ ГС 154 ] |
| 165        | Бычкова Анна Николаевна            | 19.06.1886 — 05.07.1985 | Ветеран революционного движения, гор. Свердловск | 18.06.1976      | [ ГС 155 ] |
| 166        | Бычковская Зинаида Михайловна      | род. 15.01.1941         | Прядильщица Минского камвольного комбината имени 50-летия Компартии Белоруссии Министерства лёгкой промышленности Белорусской ССР | 31.12.1973      | [ ГС 156 ] |
| 167        | Бычковский Бронислав Станиславович | 1919—1972               | Бригадир проходчиков Прокопьевского строительного управления № 1 треста «Прокопьевскшахтострой» комбината «Кузбассшахтострой» Министерства строительства предприятий угольной промышленности СССР, Кемеровская область                  | 26.04.1957      | [ ГС 157 ] |
| 168        | Бюшгенс Георгий Сергеевич          | 16.09.1916 — 31.07.2013 | Первый заместитель директора Центрального аэрогидродинамического института Министерства авиационной промышленности СССР, член-корреспондент Академии наук СССР, Московская область                                                      | 11.10.1974      | [ ГС 158 ] |
| 169        | Бякова Людмила Степановна          | род. 23.03.1946         | Швея-мотористка Курганской швейной фабрики Министерства лёгкой промышленности РСФСР | 19.07.1988      | [ ГС 159 ] |
| 170        | Бякова Мария Дмитриевна            | 23.03.1912 — 07.03.1972 | Свинарка колхоза имени Крупской Фалёнского района Кировской области | 22.03.1966      | [ ГС 160 ] |
| 171        | Бярлин Эльмар Юрьевич              | 20.05.1913 — 08.04.1986 | Бригадир совхоза «Тори» Пярнуского района Эстонской ССР | 23.06.1966      | [ ГС 161 ] |
| 172        | Бяшимов Джалил                     | род. 1929               | Старший чабан каракулеводческого совхоза «Сайван» Министерства внешней торговли СССР, Бахарденский район Ашхабадской области | 15.09.1948      |            |
| 173        | Бяшимов Тачмурад                   | род. 1928               | Машинист-экскаваторщик управления «Каракумгидрострой», Туркменская ССР | 31.12.1960      | [ ГС 162 ] |
| 174        | Бяшимов Ходжа Нияз                 | 1915 — ????             | Старший чабан каракулеводческого совхоза «Уч-Аджи» Министерства внешней торговли СССР, Байрам-Алийский район Марыйской области | 15.09.1948      |            |
| 175        | Бяшимов Хыдыркулы                  | 1916 — ????             | Бригадир колхоза «Большевик» Куня-Ургенчского района Ташаузской области | 30.07.1951      | [ ГС 163 ] |
| 176        | Бяшимова Джумагуль                 | 1927 — ????             | Звеньевая колхоза имени Тельмана Ленинского района Ташаузской области | 30.07.1951      | [ ГС 164 ] |

| Навигационная таблица | Навигационная таблица   |
| --------------------- | ----------------------- |
| «Б»                   | Баба-Заде — Базилевский |
| «Б»                   | Баиров — Банцер         |
| «Б»                   | Барабанов — Баянов      |
| «Б»                   | Бгажноков — Бенидзе     |
| «Б»                   | Берг — Блюнская         |
| «Б»                   | Бобенко — Болюнова      |
| «Б»                   | Бондарев — Бояршинова   |
| «Б»                   | Брагазин — Бульбаха     |
| «Б»                   | Буматов — Бяшимова      |